# MultiVersus
MultiVersus è stato un videogioco free to play cross-play del 2024 dove vari personaggi delle proprietà intellettuali della Warner Bros. si scontrano. Il 26 luglio 2022 è stata resa disponibile l'open beta mentre il 15 agosto dello stesso anno la prima stagione, pur restando in open beta. Dopo la seconda stagione, è stato annunciato che il gioco sarebbe stato temporaneamente rimosso dagli store digitali a marzo 2023 e che l'open beta avrebbe smesso di essere giocabile il 25 giugno 2023 fino all'uscita del gioco completo, prevista per il 28 maggio 2024. Con il lancio del gioco completo, le stagioni sono state resettate e contate nuovamente dalla prima. 
Al termine della quinta stagione, il supporto online al gioco è stato interrotto il 30 maggio 2025 e il gioco è ancora accessibile e giocabile soltanto nelle modalità offline.
Ha vinto il premio "Miglior picchiaduro" ai The Game Awards 2022, venendo candidato alla stessa edizione anche per "Miglior multiplayer". Successivamente ha vinto nella categoria "Miglior picchiaduro" anche ai DICE Awards 2023. A l'uscita fu il picchiaduro con la più grande playerbase attiva al debutto, con 143 000 giocatori attivi il giorno stesso del lancio dell'open beta e 153 433 il giorno successivo.

## Modalità di gioco
Il gioco è strutturato come un picchiaduro con elementi platform che si svolge all'interno di varie arene su più livelli di altezza ed elementi semovibili, con i combattimenti che si svolgono utilizzando caratteristiche e abilità speciali di ogni personaggio, oltre a mosse che possono essere eseguite in cooperativa tra più personaggi.
Il gioco si basa su scontri che pongono grande enfasi nel gameplay cooperativo online tramite scontri 2 VS 2, nonostante sia comunque possibile in locale o contro dei bot. Questo consente ai combattenti di sfoggiare set di mosse personalizzabili che si combinano in modo dinamico a quelle degli altri personaggi, mentre si affrontano per primeggiare. Per quanto riguarda le mappe, al lancio saranno disponibili la Batcaverna, la casa sull'albero di Jake e Finn e molti altri, mentre altre aree saranno introdotte con aggiornamenti successivi, come la mappa di Cromulon da Rick and Morty aggiunta tramite un evento della community. MultiVersus include anche intensi scontri 1 VS 1, la modalità TCT (4 giocatori, tutti contro tutti) e Co-Op vs Bot (2 giocatori contro due bot). Inoltre nel "Laboratorio" è possibile provare liberamente qualsiasi personaggio, anche se non ancora sbloccato, settando regole custom e affrontando bot programmabili. 
Il giocatore è in grado di utilizzare gratuitamente alcuni personaggi, scelti da una lista che viene cambiata ogni due settimane; i giocatori potranno anche sbloccare ulteriori personaggi tramite la valuta di gioco.
Il gioco è cross-platform e permette di collegare giocatori da PC (Steam, Epic Games Store), Xbox One, Xbox Series X e Series S, PlayStation 4 e PlayStation 5 da 6 server sparsi in tutto il mondo. 
Per sbloccare i personaggi, il giocatore dovrà raccogliere monete ottenibili vincendo gli scontri online, mentre, unicamente per quanto concerne i cosmetici (icone, animazioni, skin, stemmi, sfondi) è necessaria la valuta virtuale "Gleamium", non ottenibile tramite il normale gameplay, ma acquistabile dallo store interno del gioco. Nessun aspetto legato al gameplay effettivo è acquistabile con denaro reale, evitando di finire in meccaniche di "pay to win". Inoltre non vi sono meccaniche lootboxes e, a detta degli sviluppatori, mai vi saranno. 
È possibile sbloccare, però, cosmetici anche senza acquistare Gleamium tramite il completamento del Battle Pass, che conta sia missioni stagionali che giornaliere oltre che ricompense per ogni partita. Acquistando con Gleamium il "Premium Battle Pass", sarà possibile sbloccare il doppio delle ricompense, anche di rarità maggiore.
Quando un avversario viene lanciato fuori dalla mappa, l'animazione di "ringout" può essere personalizzata tra le diverse disponibili, sia da sbloccare che da acquistare, così come le animazioni di "taunt" dei vari combattenti.
Ogni combattente può equipaggiare fino a 4 perks, 3 generici che danno bonus (ad esempio, salto triplo, +5% di danno etc) e che possono essere comulati se anche il proprio compagno di squadra utilizza gli stessi (ad esempio un perk che da un +5% di difesa, se usato da entrambi i membri di un team sarà un +10%); ed un perk specifico per il personaggio che modifica gli effetti o le dinamiche di una mossa speciale, permettendo di poter personalizzare il proprio personaggio in base a come si desidera giocarlo e alle proprie abilità e preferenze. I perks possono essere sbloccati facendo salire di livello i combattenti o acquistandoli con la valuta in-game ottenuta come ricompensa del level up o dei combattimenti online. A determinati livelli, inoltre, sarà possibile utilizzare i perks del proprio compagno di squadra anche se non se ne è in possesso personalmente.

## Personaggi
Il roster è composto da 35 personaggi. Numerosi altri erano attesi per debuttare durante le varie stagioni, poi annullati in seguito alla fine del supporto online. Essi si dividono in 4 classi: Assassini, Picchiatori, Maghi/A distanza e Tank. Durante l'Open beta, Gizmo, Rendog, Steven e Velma erano elencati nella classe "Guaritori". Tuttavia, questa classe è stata rimossa per la versione completa del gioco (probabilmente per bilanciare la rappresentazione tra le classi) e tutti i suoi combattenti sono stati spostati nella classe Maghi/A distanza (tranne Steven, che è stato spostato nella classe Tank). I personaggi giocabili sono:
| Universo            | Combattente         | Classe          |
| ------------------- | ------------------- | --------------- |
| DC Universe         | Superman            | Tank            |
| DC Universe         | Batman              | Picchiatore     |
| DC Universe         | Wonder Woman        | Tank            |
| DC Universe         | Harley Quinn        | Assassino       |
| DC Universe         | Black Adam          | Picchiatore     |
| DC Universe         | Joker               | Mago/A distanza |
| DC Universe         | Nubia               | Assassino       |
| DC Universe         | Raven               | Mago/A distanza |
| DC Universe         | Aquaman             | Tank            |
| Looney Tunes        | Bugs Bunny          | Mago/A distanza |
| Looney Tunes        | Taz                 | Assassino       |
| Looney Tunes        | Marvin il Marziano  | Mago/A distanza |
| Looney Tunes        | Lola Bunny          | Picchiatore     |
| Tom & Jerry         | Tom & Jerry         | Mago/A distanza |
| Steven Universe     | Steven              | Tank            |
| Steven Universe     | Garnet              | Picchiatore     |
| Adventure Time      | Finn                | Assassino       |
| Adventure Time      | Jake                | Picchiatore     |
| Adventure Time      | Guardia Banana      | Picchiatore     |
| Adventure Time      | Marceline           | Picchiatore     |
| Il Trono di Spade   | Arya Stark          | Assassino       |
| Scooby Doo          | Shaggy              | Picchiatore     |
| Scooby Doo          | Velma               | Mago/A distanza |
| Il gigante di ferro | Il gigante di ferro | Tank            |
| Space Jam           | LeBron James        | Picchiatore     |
| Rick & Morty        | Rick                | Mago/A distanza |
| Rick & Morty        | Morty               | Mago/A distanza |
| Gremlins            | Gizmo               | Mago/A distanza |
| Gremlins            | Ciuffo Bianco       | Assassino       |
| Venerdì 13          | Jason Voorhees      | Tank            |
| Matrix              | Agente Smith        | Picchiatore     |
| Samurai Jack        | Samurai Jack        | Picchiatore     |
| Beetlejuice         | Betelgeuse          | Assassino       |
| Le Superchicche     | Le Superchicche     | Assassino       |
| Originale           | Rendog              | Mago/A distanza |

### Varianti
Ogni personaggio dispone di numerose Varianti (skin alternative), alcune originali (come quelle per l'estate), mentre altre ispirate direttamente dal materiale originale dei personaggi. 
Alcuni Varianti cambiano i Combattenti con altri personaggi dei loro franchise, avendo nuove linee di dialogo, un modello completamente nuovo e alcune nuove animazioni come Cake, Felce o Zio Shagworthy.
Gandalf era previsto sin dalle prime fasi della creazione del gioco, ma è stato scartato a causa di problemi legali sui diritti de Il Signore degli Anelli.

## Doppiaggio
| Personaggio          | Doppiatore originale                                          | Doppiatore italiano                                                  |
| -------------------- | ------------------------------------------------------------- | -------------------------------------------------------------------- |
| Batman               | Kevin Conroy                                                  | Marco Balzarotti                                                     |
| Superman             | George Newbern                                                | Patrizio Prata                                                       |
| Wonder Woman         | Abby Trott                                                    | Cinzia Massironi                                                     |
| Harley Quinn         | Tara Strong                                                   | Chiara Francese                                                      |
| Black Adam           | Bob Carter                                                    | Renzo Ferrini                                                        |
| Joker                | Mark Hamill                                                   | Riccardo Peroni                                                      |
| Nubia                | Kimberly Brooks                                               | Tania De Domenico                                                    |
| Aquaman              | Phil LaMarr                                                   | Lorenzo Scattorin                                                    |
| Raven                | Tara Strong                                                   | Monica Bertolotti                                                    |
| Shaggy               | Matthew Lillard                                               | Oreste Baldini                                                       |
| Velma                | Kate Micucci                                                  | Jenny De Cesarei                                                     |
| Bugs Bunny           | Eric Bauza                                                    | Davide Garbolino                                                     |
| Taz                  | Jim Cummings                                                  | Pietro Ubaldi                                                        |
| Marvin il Marziano   | Eric Bauza                                                    | Mino Caprio                                                          |
| Lola Bunny           | Erin Yvette                                                   | Tiziana Martello                                                     |
| LeBron James         | John Eric Bentley                                             | Marcello Moronesi                                                    |
| Arya Stark           | Maisie Williams                                               | Sara Labidi                                                          |
| Il gigante di ferro  | Johnathan Lipow                                               | Marco Balbi                                                          |
| Jake                 | John DiMaggio                                                 | Alberto Angrisano                                                    |
| Cake                 | Roz Ryan                                                      | Monica Bertolotti                                                    |
| Finn                 | Jeremy Shada                                                  | Alex Polidori                                                        |
| Guardia Banana       | Austen Moret                                                  | Walter Rivetti                                                       |
| Marceline            | Olivia Olson                                                  | Alessandra Chiari                                                    |
| BMO                  | Niki Yang                                                     | Emanuela Baroni                                                      |
| Lady Iridiella       | Niki Yang                                                     | Niki Yang                                                            |
| Steven               | Daniel DiVenere                                               | Riccardo Suarez                                                      |
| Garnet               | Estelle                                                       | Valentina Favazza                                                    |
| Tom & Jerry          | William Hanna & Eric Bauza                                    | William Hanna & Eric Bauza                                           |
| Rick                 | Ian Cardoni                                                   | Oliviero Corbetta                                                    |
| Morty/Morty Malvagio | Harry Belden                                                  | Fabrizio Valezano                                                    |
| Gizmo/Ciuffo Bianco  | Daniel Ross                                                   | Daniel Ross                                                          |
| Agente Smith         | Sky Soleil                                                    | Diego Baldoin                                                        |
| Samurai Jack         | Phil LaMarr                                                   | Alessandro Zurla                                                     |
| Betelgeuse           | Christopher Swindle                                           | Silvano Piccardi                                                     |
| Le Superchicche      | Cathy Cavadini (Lolly) Tara Strong (Dolly) E.G. Daily (Molly) | Monica Ward (Lolly) Serena Sigismondo (Dolly) Annalisa Longo (Molly) |
| I Supercocchi        | Rob Paulsen (Lino e Dino) Roger L. Jackson (Mino)             | Francesca Vettori (Lino) Davide Lepore (Dino) Simone Crisari (Mino)  |
| Mojo Jojo            | Roger L. Jackson                                              | Claudio Moneta                                                       |
| Rendog               | Andrew Frankel                                                | Andrew Frankel                                                       |